# Стерн Джон
Стерн Крістофер Джеймс Джон (англ. Stern Christopher James John; 30 жовтня 1976, Трінсіті, Тринідад і Тобаго) — тринідадський футболіст, нападник. Найкращий бомбардир в історії збірної Тринідаду і Тобаго.

## Клубна кар'єра
Погравши до 19 років на батьківщині, Джон в 1995 році відправився в США, де вступив до коледжу. Одночасно він виступав за місцеву студентську команду, в якій за короткий час встиг стати лідером. Справа закінчилася запрошенням на перегляд до клубу MLS «Коламбус Крю», який, по суті, і дав йому путівку у великий футбол. Вже в 1998 році він, забивши 26 м'ячів за сезон, завоював титул найкращого бомбардира MLS, приплюсувавши до нього звання найкращого гравця ліги.
По закінченні сезону 1999, в якому він забив 18 м'ячів, на нього звернули увагу представники англійського «Ноттінгема», який в той час виступав у першому дивізіоні. Трансфер обійшовся «Форест» у півтора мільйона фунтів — немалу за мірками клубу суму.
«Лісова» кар'єра Стерна тривала три роки. У клубі він зіграв в 49 матчах, забивши при цьому 19 м'ячів. За великим рахунком, у «Ноттінгемі» його все влаштовувало, але тут команду несподівано накрила фінансова криза. У результаті в лютому 2002 року Джону довелося перебратися в «Бірмінгем Сіті», який придбав форварда за символічну суму в сто тисяч фунтів.
Перехід в «Сіті» став помилкою. Володіючи цілим розсипом кваліфікованих форвардів, керівництво «Бірмінгема» тут же посадило легіонера на лаву запасних. Перехід в «Ковентрі», який відбувся у вересні 2004 року, зміг відновити кар'єру тринідадця. У новому клубі форварду швидко вдалося довести свою спроможність — у першому ж сезоні він став другим снайпером команди.
Втім, і тут не обійшлося без проблем — у вересні 2005 року він був відданий в оренду «Дербі Каунті», з якої, втім, через три місяці повернувся.
29 січня 2007 Джон перейшов у «Сандерленд», але вже 29 серпня того ж року став гравцем «Саутгемптона» як частина угоди по переходу його співвітчизника Кенвайна Джонс в протилежному напрямку. Він забив свої перші два голи в домашньому матчі проти «Вест-Бромвіч Альбіон» (3:2) 6 жовтня і з тих пір регулярно забивав за «святих», ставши з дев'ятьма голами в перших п'ятнадцяти матчах найкращим бомбардиром клубу. Він закінчив сезон 2007/08 на четвертому місці в списку бомбардирів чемпіонату з 19 голами. Перед відправкою на другу жовту картку, Джон забив два голи, в тому числі переможець матчу, У фінальній грі сезону проти «Шеффілд Юнайтед» (3:2) Джон забив два голи і приніс команді перемогу, завдяки якій клубу вдалося уникнути вильоту в Лігу Один.
У наступному сезоні Стерн втратив бомбардирських хист і у жовтні 2008 року був відданий в оренду в «Брістоль Сіті» до кінця сезону 2008/09. Там тринідадець зіграв 26 матчів в усіх турнірах, але забив лише 2 голи.
29 липня 2009 року Джон підписав однорічний контракт Крістал Пелес, відхиливши пропозицію залишитися в «Саутгемптоні». Дебютував за новий клуб у першому матчі сезону проти «Плімут Аргайл», але покинув поле на 35-й хвилині через травму. Він повернувся до гри лише в середині жовтня, але незабаром приєднався до «Іпсвіч Таун» на правах одномісячної оренди в кінці листопада, де зіграв 7 матчів і забив 2 голи. Після повернення в «Пелес» Джон забив свій перший гол за клуб в матчі з «Вотфордом» 30 березня 2010 року. Новий менеджер «кришталевих» Джордж Берлі сподівався обговорити майбутнє гравця в кінці сезону, але Джон покинув клуб. Натомість гравець повернувся на батьківщину, ставши гравцем клубу «Норс Іст Старз».
У серпні 2012 року, після двох сезонів поза англійським футболом, Джон повернувся, ставши гравцем клубу «Солігалл Мурс». Завершив ігрову кар'єру на батьківщині у клубі ВАСА.

## Міжнародна кар'єра
За національну збірну забив 70 голів. За цим показником є одним з найкращих в історії світового футболу. Він зіграв важливу роль в кваліфікації команди на ЧС-2006 і зіграв всі три матчі групового етапу на турнірі в Німеччині. У Німеччині, він забив гол офсайду. Він також був названий Тринідад і Тобаго Федерації футболу Гравець року у 2002 році Джона в даний час є другим найбільш обмежений Тринідадом і Тобаго міжнародним за колишнім товаришем по команді Angus Єви . Він був єдиним гравцем, щоб забити в 12 послідовних міжнародних матчів, з 1998 по 1999 рік.

## Досягнення
Командні
 Сандерленд
- Переможець Чемпіоншипу (1): 2007

Збірні
- Переможець Карибського кубка: 1996, 1999, 2001

Особисті
 Коламбус Крю
- Найкращий бомбардир MLS (2): 1998, 1999

## Статистика
| Клуб (дивізіон)                     | Сезон             | Ліга  | Ліга | Ліга     | Кубки | Кубки | Кубки    | Єврокубки | Єврокубки | Єврокубки | Плей-оф | Плей-оф | Плей-оф  | Загалом | Загалом | Загалом  |
| Клуб (дивізіон)                     | Сезон             | Матчі | Голи | Передачі | Матчі | Голи  | Передачі | Матчі     | Голи      | Передачі  | Матчі   | Голи    | Передачі | Матчі   | Голи    | Передачі |
| ----------------------------------- | ----------------- | ----- | ---- | -------- | ----- | ----- | -------- | --------- | --------- | --------- | ------- | ------- | -------- | ------- | ------- | -------- |
| Кароліна Динамо (II)                | 1997              | 5     | 0    | ?        | ?     | ?     | ?        | -         | -         | -         | -       | -       | -        | 5       | 0       | ?        |
| Нью-Орлеанс Рівербоут Гамблерс (II) | 1997              | 25    | 16   | ?        | ?     | ?     | ?        | -         | -         | -         | -       | -       | -        | 25      | 16      | ?        |
| Всього                              | 1997              | 30    | 16   | ?        | ?     | ?     | ?        | -         | -         | -         | -       | -       | -        | 30      | 16      | ?        |
| Коламбус Крю (I)                    | 1998              | 27    | 26   | 5        | ?     | 1     | 0        | -         | -         | -         | -       | -       | -        | 27      | 26      | ?        |
| Коламбус Крю (I)                    | 1999              | 28    | 18   | 2        | ?     | 2     | 0        | -         | -         | -         | -       | -       | -        | 28      | 18      | ?        |
| Всього                              | 1998-1999         | 55    | 44   | 7        | ?     | 3     | 0        | -         | -         | -         | -       | -       | -        | 65      | 52      | ?        |
| Ноттінгем Форест (II)               | 1999/00           | 17    | 3    | ?        | ?     | ?     | ?        | -         | -         | -         | -       | -       | -        | 17      | 3       | ?        |
| Ноттінгем Форест (II)               | 2000/01           | 29    | 2    | ?        | ?     | ?     | ?        | -         | -         | -         | -       | -       | -        | 29      | 2       | ?        |
| Ноттінгем Форест (II)               | 2001/02           | 26    | 13   | 0        | 1     | 0     | 0        | -         | -         | -         | -       | -       | -        | 27      | 13      | 0        |
| Всього                              | 1999-2001         | 72    | 18   | 0        | 1     | 0     | 0        | -         | -         | -         | -       | -       | -        | 73      | 18      | 0        |
| Бірмінгем Сіті (II)                 | 2001/02           | 15    | 7    | 0        | 0     | 0     | 0        | -         | -         | -         | -       | -       | -        | 15      | 7       | 0        |
| Бірмінгем Сіті (I)                  | 2002/03           | 30    | 5    | 3        | 2     | 4     | 0        | -         | -         | -         | -       | -       | -        | 32      | 9       | 3        |
| Бірмінгем Сіті (I)                  | 2003/04           | 29    | 4    | 0        | 3     | 0     | 0        | -         | -         | -         | -       | -       | -        | 32      | 4       | 0        |
| Бірмінгем Сіті (I)                  | 2004/05           | 3     | 0    | 0        | 0     | 0     | 0        | -         | -         | -         | -       | -       | -        | 3       | 0       | 0        |
| Всього                              | 2001-2005         | 82    | 16   | 3        | 5     | 4     | 0        | -         | -         | -         | -       | -       | -        | 85      | 20      | 3        |
| Ковентрі Сіті (II)                  | 2004/05           | 30    | 11   | 0        | 3     | 1     | 0        | -         | -         | -         | -       | -       | -        | 33      | 12      | 0        |
| Ковентрі Сіті (II)                  | 2005/06           | 25    | 10   | 0        | 4     | 1     | 0        | -         | -         | -         | -       | -       | -        | 29      | 11      | 0        |
| Дербі Каунті (II, оренда)           | 2005/06           | 7     | 0    | 0        | -     | -     | -        | -         | -         | -         | -       | -       | -        | 7       | 0       | 0        |
| Всього                              | 2005-2006         | 7     | 0    | 0        | -     | -     | -        | -         | -         | -         | -       | -       | -        | 7       | 0       | 0        |
| Ковентрі Сіті (II)                  | 2006/07           | 23    | 3    | 3        | 3     | 1     | 0        | -         | -         | -         | -       | -       | -        | 26      | 4       | 3        |
| Всього                              | 2006-08           | 78    | 24   | 3        | 10    | 3     | 0        | -         | -         | -         | -       | -       | -        | 88      | 27      | 3        |
| Сандерленд (II)                     | 2006/07           | 15    | 4    | 2        | -     | -     | -        | -         | -         | -         | -       | -       | -        | 15      | 4       | 2        |
| Сандерленд (I)                      | 2007/08           | 1     | 1    | 0        | -     | -     | -        | -         | -         | -         | -       | -       | -        | 1       | 1       | 0        |
| Всього                              | 2006-2007         | 16    | 5    | 2        | -     | -     | -        | -         | -         | -         | -       | -       | -        | 16      | 5       | 2        |
| Саутгемптон (II)                    | 2007/08           | 40    | 19   | 3        | 2     | 0     | 0        | -         | -         | -         | -       | -       | -        | 42      | 19      | 3        |
| Саутгемптон (II)                    | 2008/09           | 7     | 0    | 0        | 3     | 1     | 0        | -         | -         | -         | -       | -       | -        | 10      | 1       | 0        |
| Всього                              | 2007-2009         | 47    | 19   | 3        | 5     | 1     | 0        | -         | -         | -         | -       | -       | -        | 52      | 20      | 3        |
| Брістоль Сіті (ІІ, оренда)          | 2008/09           | 24    | 2    | 2        | 2     | 0     | 0        | -         | -         | -         | -       | -       | -        | 26      | 2       | 2        |
| Всього                              | 2008-2009         | 24    | 2    | 2        | 2     | 0     | 0        | -         | -         | -         | -       | -       | -        | 26      | 2       | 2        |
| Крістал Пелес (II)                  | 2009/10           | 16    | 2    | 0        | -     | -     | -        | -         | -         | -         | -       | -       | -        | 16      | 2       | 0        |
| Всього                              | 2009-2010         | 16    | 2    | 0        | -     | -     | -        | -         | -         | -         | -       | -       | -        | 16      | 2       | 0        |
| Іпсвіч Таун (ІІ, оренда)            | 2009/10           | 7     | 1    | 1        | 2     | 0     | 0        | -         | -         | -         | -       | -       | -        | 9       | 1       | 1        |
| Всього                              | 2009-2010         | 7     | 1    | 1        | 2     | 0     | 0        | -         | -         | -         | -       | -       | -        | 9       | 1       | 1        |
| Всього за кар'єру                   | Всього за кар'єру | 433   | 147  | 14       | 35    | 16    | 0        | -         | -         | -         | -       | -       | -        | 467     | 163     | 14       |